# Chalkus
Chalkus (dal greco χαλκός – chalkòs, rame) è un'antica moneta di rame dell'Attica.
Il valore del chalkus era pari all'ottava parte dell'obolo.

## La collocazione delchalkusnell'antico sistema monetario greco
- 1 talento = 60 mine
- 1 mina = 100 dracme
- 1 statere = 2 dracme
- 1 dracma = 6 oboli
- 1 obolo = 8 chalkus

L'obolo è la unità di misura più piccola che veniva talvolta ulteriormente divisa in ottavi: ogni ottavo era appunto un chalkus.